# Сельское хозяйство СССР
Сельское хозяйство СССР — крупная отрасль экономики Союза Советских Социалистических Республик.
Сельское хозяйство занимало второе место (после промышленности) в производстве валового общественного продукта и национального дохода Союза ССР. В начале 1980-х Советский Союз занимал 1-е место в мире по производству пшеницы, ржи, ячменя, сахарной свеклы, картофеля, подсолнуха, хлопка, молока, 2-е по поголовью овец, 3-е — по общему объёму производства сельскохозяйственной продукции, поголовью крупного рогатого скота, сбору зерна. Численность занятых в сельском хозяйстве (1985) составляла около 28 млн человек (около 20 % занятых в народном хозяйстве СССР). В Союзе ССР с конца гражданской войны, интервенции и Великой Отечественной войны существовал дефицит продуктов питания. В различных регионах государства рабочих и крестьян часто ощущалась острая нехватка в свободной продаже в магазинах мяса и мясопродуктов, мяса птицы, свежей и мороженой рыбы, сливочного масла, гречки, яиц. Советский Союз также являлся крупным экспортёром многих видов сельскохозяйственных продуктов (зерна, хлопка, растительного и животного масла, пушно-мехового сырья и другого).

## Климатические условия
На трёх пятых территории Союза Советских Социалистических Республик сумма активных температур за вегетационный период составляла меньше 1500 градусов, седьмую часть площади занимали пустыни, а около трети горы. Две третьих пахотных земель находились в районах с опасностью засухи. В некоторых районах почвы были подвержены ветровой эрозии, некоторые земли имели повышенную засолённость. В северных районах многие почвы имеют избыточную влажность, заболочены, засорены камнями, имеют повышенную кислотность и нуждаются в мелиоративных работах и предотвращении водной эрозии почв.

## Сельхозугодия
К 1941 году площадь мелиорируемых земель в СССР превысила 11,8 млн га. Общая площадь сельскохозяйственных угодий в Советского Союза составляла 606,1 миллионов гектаров, в том числе пашня 227,4 миллиона гектаров (37,5 %), природные сенокосы 40,9 миллиона гектаров (6,8 %), природные пастбища 332,3 миллиона гектаров (54,8 %). Большая часть угодий требовала улучшений: 10 миллионов гектаров пашни и 23 миллиона гектаров сенокосов и пастбищ в осушении, свыше 65 миллионов гектаров пашни в известковании, 26 миллионов гектаров пашни и 100 миллионов гектаров природных кормовых угодий с засоленными почвами в гипсовании и мелиоративной обработке, около 180 миллионов гектаров эрозионно опасной пашни в почвозащитных мероприятиях, а в южных засушливых районах использование орошения. Всего в результате природно-хозяйственного районирования территории СССР в 1983 году было выделено 3 природных пояса, 14 зон, 68 провинций, 284 округа и внутри областей (краев) 498 районов.

## Организационная структура
В сельском хозяйстве Союза ССР выделялись два основных производственных сектора:
- государственный (совхозы, племенные и конные заводы, птицефабрики, учебно-опытные и экспериментальные хозяйства и так далее)
- кооперативный (колхозы, межколхозные предприятия, межколхозные объединения)

На конец 1974 года было 17,7 тыс. совхозов и 30 тыс. колхозов, которые являлись основными производителями сельскохозяйственной продукции и обеспечивали государственные закупки зерна, хлопка-сырца, сахарной свёклы, подсолнечника на 100 %, картофеля — на 82 %, овощей — на 94 %, скота и птицы — на 87 %, молока — на 95 %, яиц — на 93 %, шерсти — на 84 %. В пользовании с.-х. предприятий и хозяйств на 1 ноября 1974 находилось 551,5 млн га с.-х. угодий, в том числе 225,3 млн га пашни, 38,3 млн га сенокосов, 281,8 млн га пастбищ.
Некоторые сельскохозяйственные продукты (картофель, овощи, продукция животноводства) производились также в подсобных хозяйствах, в основном для личного потребления.

## Отрасли
В валовой продукции сельского хозяйства Союза ССР в 1986 году на долю растениеводства приходилось 45 %, животноводства — 55 %.

### Растениеводство
| Годы                                  | Зерновые культуры | Хлопок-сырец | Сахарная свёкла |
| ------------------------------------- | ----------------- | ------------ | --------------- |
| 1913 (в том числе Польша и Финляндия) | 92,3              | 0,42         | 11,3            |
| 1940                                  | 95,6              | 2,24         | 18,0            |
| 1945                                  | 47,3              | 1,16         | 5,5             |
| 1950                                  | 81,2              | 3,5          | 20,8            |
| 1960                                  | 125,5             | 4,29         | 57,7            |
| 1965                                  | 121,1             | 5,66         | 72,3            |
| 1970                                  | 186,8             | 6,89         | 78,3            |
| 1986                                  | 210,0             | 8,3          | 79,3            |

Сельскохозяйственные угодья занимают (по состоянию на 1986 год) 559 млн га, в том числе:
- пашня — 227,4 млн га,
- сенокосы — 33,7,
- пастбища — 292,8.

Посевная площадь всех сельскохозяйственных культур — 210,3 млн га, из них:
- зерновые культуры — 116,5 млн га,
- кормовые — 71,4,
- технические — 13,7,
- картофель и овоще-баштанные культуры — 8,7.

В структуре посевных площадей зерновых культур в СССР преобладала пшеница — 55,3 % (1970 год), ячмень — 17,0 %, рожь — 8,5 %, овёс — 7,8 %, зернобобовые — 4,3 %, просо, гречиха — 3,9 %, кукуруза — 2,9 %, рис — 0,3 %. В структуре посевных площадей технических культур: подсолнечник — 33,0 %, сахарная свёкла — 23,2 %, хлопчатник — 19,0 %, лён-долгунец — 8,8 %, конопля — 1,4 %, другие — 14,6 %.
Основная продукция: зерно (РСФСР — почти 3/5 валового сбора, УССР — больше 1/5, Казахстан — свыше 1/8). По производству хлопка-сырца выделяются республики Средней Азии — почти 9/10 валового сбора (особенно Узбекистан — около 2/3), сахарной свёклы — Украина (свыше 1/2) и РСФСР (свыше 1/3), льноволокна (в 1986 году произведено 366 тыс. тонн) — РСФСР (свыше 1/3), УССР (около 1/3) и Белоруссия (свыше 1/4), семян подсолнечника (произведено 5,3 млн тонн) — РСФСР (около 1/2), УССР (около 1/2), картофеля (произведено 87,2 млн тонн), овощей (произведено в 1970 году — 21,2 млн тонн).

### Животноводство
Поголовье птицы (1986 год) — 1174,2 млн голов. Производство яиц (1986 год) — 80,7 млрд штук, шерсти — 469,1 тыс. тонн.
Графики по показателям развития животноводства СССР
| Годы | Крупный рогатый скот (млн голов) | в том числе коровы (млн голов) | Свиньи (млн голов) | Овцы (млн голов) | Козы (млн голов) | Лошади (млн голов) | Производство мяса (в убойном весе — млн тонн) | Производство молока (млн тонн) |
| ---- | -------------------------------- | ------------------------------ | ------------------ | ---------------- | ---------------- | ------------------ | --------------------------------------------- | ------------------------------ |
| 1916 | 58.4                             | 28.8                           | 23                 | 89.7             | 6.6              | 38.2               | 5                                             | 29.4                           |
| 1928 | 70,5                             | 30,7                           | 25,9               | 146,7            | 146,7            |                    |                                               |                                |
| 1933 | 38,3                             | 19,5                           | 12                 | 50,2             | 50,2             |                    |                                               |                                |
| 1941 | 54.8                             | 28                             | 27.6               | 80               | 11.7             | 21.1               | 4.7                                           | 33.6                           |
| 1946 | 47.6                             | 22.9                           | 10.6               | 58.5             | 11.5             | 10.7               | 2.6                                           | 26.4                           |
| 1947 | 47                               | 23                             | 8.7                | 57.7             | 11.6             | 10.9               |                                               |                                |
| 1948 | 50.1                             | 23.8                           | 9.7                | 63.3             | 13.5             | 11                 |                                               |                                |
| 1949 | 54.8                             | 24.2                           | 15.2               | 70.4             | 15.2             | 11.8               |                                               |                                |
| 1950 | 58.1                             | 24.6                           | 22.2               | 77.6             | 16               | 12.7               |                                               |                                |
| 1951 | 57.1                             | 24.3                           | 24.4               | 82.6             | 16.4             | 13.8               |                                               | 35.3                           |
| 1952 | 58.8                             | 24.9                           | 27.1               | 90.5             | 17.1             | 14.7               |                                               |                                |
| 1953 | 56.6                             | 24.3                           | 28.5               | 94.3             | 15.6             | 15.3               |                                               |                                |
| 1954 | 55.8                             | 25.2                           | 33.3               | 99.8             | 15.7             | 15.3               |                                               |                                |
| 1955 | 56.7                             | 26.4                           | 30.9               | 99               | 14               | 14.2               |                                               |                                |
| 1956 | 58.8                             | 27.7                           | 34                 | 103.3            | 12.9             | 13                 |                                               |                                |
| 1957 | 61.4                             | 29                             | 40.8               | 108.2            | 11.6             | 12.4               |                                               |                                |
| 1958 | 66.8                             | 31.4                           | 44.3               | 120.2            | 9.9              | 11.9               |                                               |                                |
| 1959 | 70.8                             | 33.3                           | 48.7               | 129.9            | 9.3              | 11.5               |                                               |                                |
| 1960 | 74.2                             | 33.9                           | 53.4               | 136.1            | 7.9              | 11                 |                                               |                                |
| 1961 | 75.8                             | 34.8                           | 58.7               | 133              | 7.3              | 9.9                | 8.7                                           | 61.7                           |
| 1962 | 82.1                             | 36.3                           | 66.7               | 137.5            | 7                | 9.4                |                                               |                                |
| 1963 | 87                               | 38                             | 70                 | 139.7            | 6.7              | 9.1                |                                               |                                |
| 1964 | 85.4                             | 38.3                           | 40.9               | 133.9            | 5.6              | 8.5                |                                               |                                |
| 1965 | 87.2                             | 38.8                           | 52.8               | 125.2            | 5.5              | 7.9                |                                               |                                |
| 1966 | 93.4                             | 40.1                           | 59.6               | 129.8            | 5.5              | 8                  | 10                                            | 72.6                           |
| 1967 | 97.1                             | 41.2                           | 58                 | 135.5            | 5.5              | 8                  |                                               |                                |
| 1968 | 97.2                             | 41.6                           | 50.9               | 138.4            | 5.6              | 8                  |                                               |                                |
| 1969 | 95.7                             | 41.2                           | 49                 | 140.6            | 5.5              | 8                  |                                               |                                |
| 1970 | 95.2                             | 40.5                           | 56.1               | 130.7            | 5.1              | 7.5                |                                               |                                |
| 1971 | 99.2                             | 39.8                           | 67.5               | 138              | 5.4              | 7.4                | 12.3                                          | 83                             |
| 1972 | 102.4                            | 40                             | 71.4               | 139.9            | 5.4              | 7.3                |                                               |                                |
| 1973 | 104                              | 40.6                           | 66.6               | 139.1            | 5.6              | 7.1                |                                               |                                |
| 1974 | 106.3                            | 41.4                           | 70                 | 142.6            | 5.9              | 6.8                |                                               |                                |
| 1975 | 109.1                            | 41.9                           | 72.3               | 145.3            | 5.9              | 6.8                |                                               |                                |
| 1976 | 111                              | 41.9                           | 57.9               | 141.4            | 5.7              | 6.4                |                                               | 91                             |
| 1977 | 110.3                            | 42                             | 63.1               | 139.8            | 5.5              | 6                  |                                               |                                |
| 1978 | 112.7                            | 42.6                           | 70.5               | 141              | 5.6              | 5.8                |                                               |                                |
| 1979 | 114,1                            | 43                             | 73,5               | 142,6            | 5,5              | 5,7                |                                               |                                |
| 1980 | 115,1                            | 43,3                           | 73,9               | 143,6            | 5,8              | 5,6                |                                               |                                |
| 1981 | 115,1                            | 43,4                           | 73,4               | 141,6            | 5,9              | 5,6                |                                               | 91                             |
| 1982 | 115,9                            | 43,7                           | 73,3               | 142,4            | 6,1              | 5,6                |                                               |                                |
| 1983 | 117,2                            | 43,8                           | 76,7               | 142,2            | 6,3              | 5,6                |                                               |                                |
| 1984 | 119,6                            | 43,9                           | 78,7               | 145,3            | 6,5              | 5,7                |                                               |                                |
| 1985 | 121                              | 43.6                           | 77.9               | 142.9            | 6.3              | 5.8                |                                               |                                |
| 1986 | 120.9                            | 42.9                           | 77.8               | 140.8            | 6.5              | 5.8                |                                               |                                |
| 1987 | 122.1                            | 42.4                           | 79.5               | 142.2            | 6.5              | 5.9                | 18.1                                          | 102.2                          |
| 1988 | 120.6                            | 42                             | 77.4               | 140.8            | 6.5              | 5.9                |                                               |                                |
| 1989 | 119.6                            | 41.8                           | 78.1               | 140.7            | 6.8              | 5.9                |                                               | 107                            |
| 1990 | 118.4                            | 41.7                           | 79                 | 138.4            | 7                | 5.9                |                                               |                                |
| 1991 | 115.7                            | 41.5                           | 75.6               | 133.3            | 7.3              | 5.9                |                                               |                                |

## Сельское хозяйство СССР в филателии
- Почтовые марки СССР, 1949 год. Трёхлетний план развития общественного колхозного и совхозного  продуктивного животноводства на 1949 - 1951 годы.

- Почтовые марки СССР, 1950-1951 год.
- Агротехническая учёба
- Посев
- Посев
- Комбайн на уборке урожая
- Заготовка кормовых культур
- Сбор цитрусовых
- Уборка хлопка. Хлопкоуборочный комбайн

- Почтовые марки, 1954 год. Серия Сельское хозяйство в СССР
- Гидроэлектростанция на селе
- Стадо коров на пастбище
- Посадка картофеля
- Выращивайте больше овощей
- Уборка подсолнечника и кукурузы
- Освоение целинных и залежных земель
- Уборка льна

- Почтовые марки, 1956 год. Серия Сельское хозяйство в СССР
- Птицеводство
- Уборка зерновых
- Уборка кукурузы
- Кукурузное поле
- Коровы на пасбище
- Машинно-тракторная станция
- Скульптура колхозников и завод

- Почтовые марки 1959 года, посвящённые семилетке
- Мясо
- Зерно

- Почтовые марки 60-х годов
- Животноводство
- Посевы кукурузы
- Комбайн в поле
- Сбор фруктов
- Комплексная механизация, электрификация и химизация сельского хозяйства